# Skynet 5B
O Skynet 5B é um satélite de comunicação geoestacionário britânico construído pela EADS Astrium, ele está localizado na posição orbital de 24.8 graus de longitude Leste e é operado pela Paradigm Secure Communications para o MoD. O satélite foi baseado na plataforma Eurostar-3000S e sua expectativa de vida útil é de 15 anos.

## Lançamento
O satélite foi lançado com sucesso ao espaço no dia 14 de novembro de 2007, às 22:06 UTC, por meio de um veículo Ariane-5ECA, a partir do Centro Espacial de Kourou na Guiana Francesa, juntamente com o satélite StarOne C1. Ele tinha uma massa de lançamento de 4.635 kg.

## Capacidade e cobertura
O Skynet 5B é equipado com 15 transponders de banda X e UHF ativos que prestam serviços para o Ministério britânico da Defesa (MoD).